# Rachel Launay
Pour les articles homonymes, voir Launay.
Rachel Launay, née Rachel Victorine Launay le 18 décembre 1875 dans le 10e arrondissement de Paris, ville où elle est morte le 26 janvier 1933 en son domicile 
au no 15, place de la Madeleine dans le 8e arrondissement, est une actrice de théâtre et de cinéma française. 

## Biographie
Comme soprano, elle commence une carrière de chanteuse lyrique à l'Opéra-Comique où elle débute dans le rôle de Violette dans La Reine Fiammette le 23 décembre 1903. Elle participe notamment à la création française de Madame Butterfly de Puccini (traduction de Paul Ferrier), rôle de la cousine.
Elle a été l'épouse de l'acteur et réalisateur Jacques de Féraudy de 1916 à 1922. Son corps et celui de son frère l'acteur Victor Launay (1876-1948), ont été transférés en 1948 au cimetière parisien de Bagneux (26e division) où ils reposent.

## Théâtre
- 1914 : Le Grand Mogol de Henri Chivot et Alfred Duru, mise en scène de Paul Edmond,  Théâtre Lyrique municipal de la Gaîté : Bengaline
- 1929 : Le Sexe faible d'Édouard Bourdet, mise en scène de Victor Boucher, Théâtre de la Michodière : Louise

## Filmographie
- 1931 : Le Réquisitoire de Dimitri Buchowetzki: Miss Bennett
- 1931 : Les Vacances du diable d'Alberto Cavalcanti: Mary
- 1931 : L'Amour à l'américaine de Claude Heymann
- 1931 : Par grande vitesse de Charles de Rochefort (court métrage)
- 1932 : Faut-il les marier ? de Pierre Billon et de Carl Lamac : Madame Bock